# Tour 2003
Tour 2003 (рус. Тур 2003) — концертный альбом Ринго Старра и его All-Starr Band, выпущенный 23 марта 2004 лейблом Koch Records.
Концерт All-Starr Band, записи с которого вошли в альбом, состоялся 24 июля 2003 в зале Casino Rama, рядом с городом Торонто (провинция Онтарио, Канада); на буклете, приложенном к диску, было ошибочно указано, что это записи с концерта, прошедшего в конце августа 2004 в Детройте (США).
После выпуска в 2003 году альбома Ringo Rama состав группы All-tarr Band, как это часто происходило (да как и было задумано), вновь заметно изменился. В составе остались Mark Rivera и поющая перкуссионистка, а также барабанщица Sheila E. К коллективу присоединились новые участники: Пол Кэррак (из Squeeze и Mike + The Mechanics), Колин Хэй (из австралийской группы Men at Work) и John Waite (ранее фронтмен групп The Babys и Bad English). Новые музыканты добавили к набору хитов 1960-х и 1970-х годов и хиты 1980-х, тем самым несколько изменив звучание группы. Старр, как всегда исполняя песни из репертуара The Beatles и своего сольного периода, добавил в программу песни из Ringo Rama — в частности, «Memphis In Your Mind».
Некоторые критики поспешили отметить, что этот концертный альбом был седьмым официальным релизом Старра за последние четырнадцать лет. Tour 2003 получил довольно «тусклые» отзывы критики. В чарты альбом (уже почти традиционно для релизов Старра) не попал.

## Список композиций
| №   | Название                             | Автор(ы)                                                    | Ведущий вокал | Длительность |
| --- | ------------------------------------ | ----------------------------------------------------------- | ------------- | ------------ |
| 1.  | «It Don’t Come Easy»                 | Ричард Старки                                               | Ринго Старр   | 3:44         |
| 2.  | «Honey Don't»                        | Карл Перкинс                                                | Старр         | 2:59         |
| 3.  | «Memphis In Your Mind»               | Ричард Старки/Марк Хадсон/Gary Burr/Steve Dudas/Dean Grakal | Старр         | 4:23         |
| 4.  | «How Long?»                          | Пол Кэррак                                                  | Пол Кэррак    | 4:45         |
| 5.  | «Down Under»                         | Ron Strykert/Колин Хэй                                      | Колин Хэй     | 4:25         |
| 6.  | «When I See You Smile»               | Дайан Уоррен                                                | John Waite    | 4:52         |
| 7.  | «Love Bizarre»                       | Pete Escovedo                                               | Sheila E.     | 4:05         |
| 8.  | «Boys»                               | Luther Dixon/Wes Farrell                                    | Старр         | 3:04         |
| 9.  | «Don't Pass Me By»                   | Ричард Старки                                               | Старр         | 4:02         |
| 10. | «Yellow Submarine»                   | Джон Леннон, Пол Маккартни                                  | Старр         | 3:11         |
| 11. | «The Living Years»                   | Майк Резерфорд/B.A. Robertson                               | Пол Кэррак    | 6:25         |
| 12. | «Missing You»                        | John Waite/Mark Leonard/Charles Sandford                    | John Waite    | 4:18         |
| 13. | «The Glamorous Life»                 | Принс                                                       | Sheila E.     | 4:49         |
| 14. | «I Wanna Be Your Man»                | Леннон — Маккартни                                          | Старр         | 3:25         |
| 15. | «Who Can It Be Now»                  | Колин Хэй                                                   | Колин Хэй     | 4:00         |
| 16. | «With a Little Help from My Friends» | Леннон — Маккартни                                          | Старр         | 5:36         |

## Над альбомом работали
- Ринго Старр — вокал, клавишные, барабаны
- Колин Хэй — вокал, гитара
- Пол Кэррак[англ.] — вокал, клавишные
- John Waite — вокал, бас-гитара
- Sheila E. — вокал, барабаны
- Mark Rivera — вокал, саксофон
- Исполнительные продюсеры: Ричард Старки и David Fishof
- Запись, микширование, мастеринг: Glen Robinson.
- Записано на концерте 24 июля 2003 в зале Casino Rama, рядом с Торонто (Канада).